# Sińczyca
Sińczyca (deutsch Schöningswalde) ist ein Dorf  in der Landgemeinde Darłowo (Rügenwalde) im Powiat Sławieński (Schlawe) der polnischen Woiwodschaft Westpommern.

## Geographische Lage
Das Dorf liegt in Hinterpommern etwa sechs Kilometer südöstlich des Zentrums von Darłowo (Rügenwalde) in einer flachwelligen Landschaft auf einer Höhe von etwa zehn Metern über NN. Durch die östliche Feldmark zieht sich die Łękawica (Lankwitz) von Nowy Jarosław (Neu Järshagen) kommend bis zur Mündung in die Wieprza (Wipper) bei Darłowo hin. Vorher nimmt sie die Krupianka (den Mühlengraben) auf, die hier die nördliche Grenze zum Nachbarort Krupy (Grupenhagen) bildet. Weitere Nachbarorte sind: im Norden auch Zielnowo (Sellen), im Osten Nowy Jarosław (Neu Järshagen), im Süden Domasławice (Damshagen) und im Nordwesten Darłowo.

## Ortsname
Bei seiner Anlage hieß das Dorf Neues Dorf bzw. Neuendorf. 1771 erhielt es den Namen „Schöningswalde“ nach Hans Friedrich von Schöning (1717–1787), dem damaligen Präsidenten der Pommerschen Kriegs- und Domänenkammer.

## Geschichte
Mitte des 18. Jahrhunderts folgte die Stadt Rügenwalde – nicht ganz bereitwillig – der Aufforderung der Pommerschen Kriegs- und Domänenkammer, in ihrem Wald eine Rodung sowie die Anlage eines Kolonistendorfes vorzunehmen. Mit der Rodung wurde 1753 begonnen, ein Jahr später fanden sich die ersten Kolonisten ein.
Das neue Dorf war ursprünglich als doppelseitiges Straßendorf angelegt. Bereits 1784 hatte Schöningswalde 12 Halbbauern und einen Hirtenkaten. 1818 waren hier 132 Einwohner registriert, deren Zahl bis 1933 auf 170 anstieg und 1939 noch 150 betrug.
Bis 1945 gehörte der Ort mit den Nachbargemeinden Alt Järshagen, Alt Kugelwitz, Neu Järshagen, Neu Kugelwitz und Sellen zum Amtsbezirk Järshagen im Landkreis Schlawe i. Pom. im Regierungsbezirk Köslin der preußischen Provinz Pommern. Standesamtlich war Schöningswalde ebenfalls nach Järshagen orientiert, während das zuständige Amtsgericht in Rügenwalde war.
Am 6. März 1945 besetzten russische Soldaten das mit Flüchtlingen überbelegte Dorf. Bei der Räumung eines Küstenstreifens von 20 Kilometern wurden die Einwohner nach Bartin umgesiedelt. Nach deren Rückkehr kam der Ort unter polnische Verwaltung, und am 17. August 1946 erfolgte die Vertreibung der deutschen Bevölkerung. Schöningswalde erhielt die Bezeichnung Sińczyca und ist heute ein Ortsteil der Gmina Darłowo im Powiat Sławieński der Woiwodschaft Westpommern. 

### Demographie
| Jahr | Einwohner | Anmerkungen                                           |
| ---- | --------- | ----------------------------------------------------- |
| 1818 | 132       | Dorf in städtischem Besitz                            |
| 1852 | 168       | [ 2 ]                                                 |
| 1864 | 143       | am 3. Dezember, auf einer Gesamtfläche von 948 Morgen |
| 1867 | 149       | am 3. Dezember                                        |
| 1871 | 148       | am 1. Dezember, sämtlich Evangelische                 |
| 1910 | 172       | am 1. Dezember                                        |
| 1933 | 170       | [ 7 ]                                                 |
| 1939 | 150       | [ 7 ]                                                 |

## Kirche

### Evangelische Kirche
Vor 1945 war die Bevölkerung von Schöningswalde überwiegend evangelischer Konfession. Das Dorf war gemeinsam mit Sellen nach Grupenhagen eingepfarrt, und die Grupenhagener Dorfkirche war das Gotteshaus der Schöningswalder. Die Kirchengemeinde lag im Kirchenkreis Rügenwalde in der Kirchenprovinz Pommern der Kirche der Altpreußischen Union. Letzter deutscher Geistlicher war Pfarrer Johannes Heberlein.
Heute sind evangelische Kirchenmitglieder dem Kirchspiel Koszalin (Köslin) in der Diözese Pommern-Großpolen der Evangelisch-Augsburgischen Kirche in Polen zugeordnet.

### Römisch-katholische Kirche
Die seit 1945 in Sińczyca lebenden polnischen Bürger sind fast ausnahmslos römisch-katholisch. Krupy ist weiterhin Kirchort, jedoch nicht mehr als selbständige Gemeinde, sondern als Filialkirche zur Pfarrei Stary Jarosław (Alt Järshagen) im Dekanat Darłowo im Bistum Köslin-Kolberg der Katholischen Kirche in Polen.

## Schule
Das Schulhaus, in dem etwa 20 Kinder unterrichtet wurden, lag bis 1945 am Dorfanger. Es stammte noch aus der Siedlungszeit im 18. Jahrhundert. Letzter deutscher Lehrer war Karl Armann. 

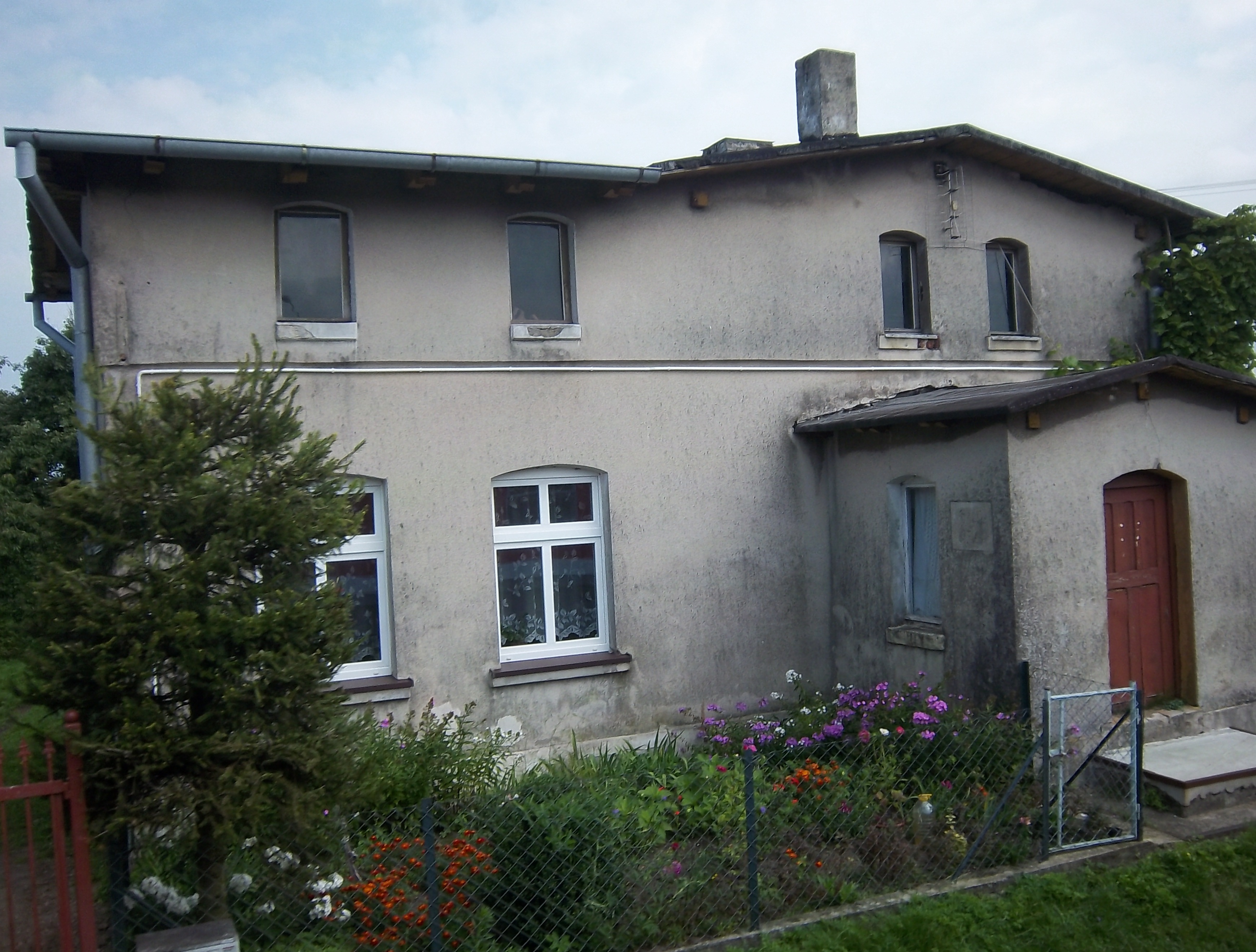
Bahnwärterhaus

## Verkehr
Das Bauerndorf  ist Bahnstation an der PKP-Linie 418 Korzybie (Zollbrück)–Sławno (Schlawe)–Darłowo (Rügenwalde). Über eine Stichstraße ist der Ort bei Krupy (Grupenhagen) an die Woiwodschaftsstraße 205 (Bobolice (Bublitz)–Sławno–Darłowo) angebunden.